# T.15

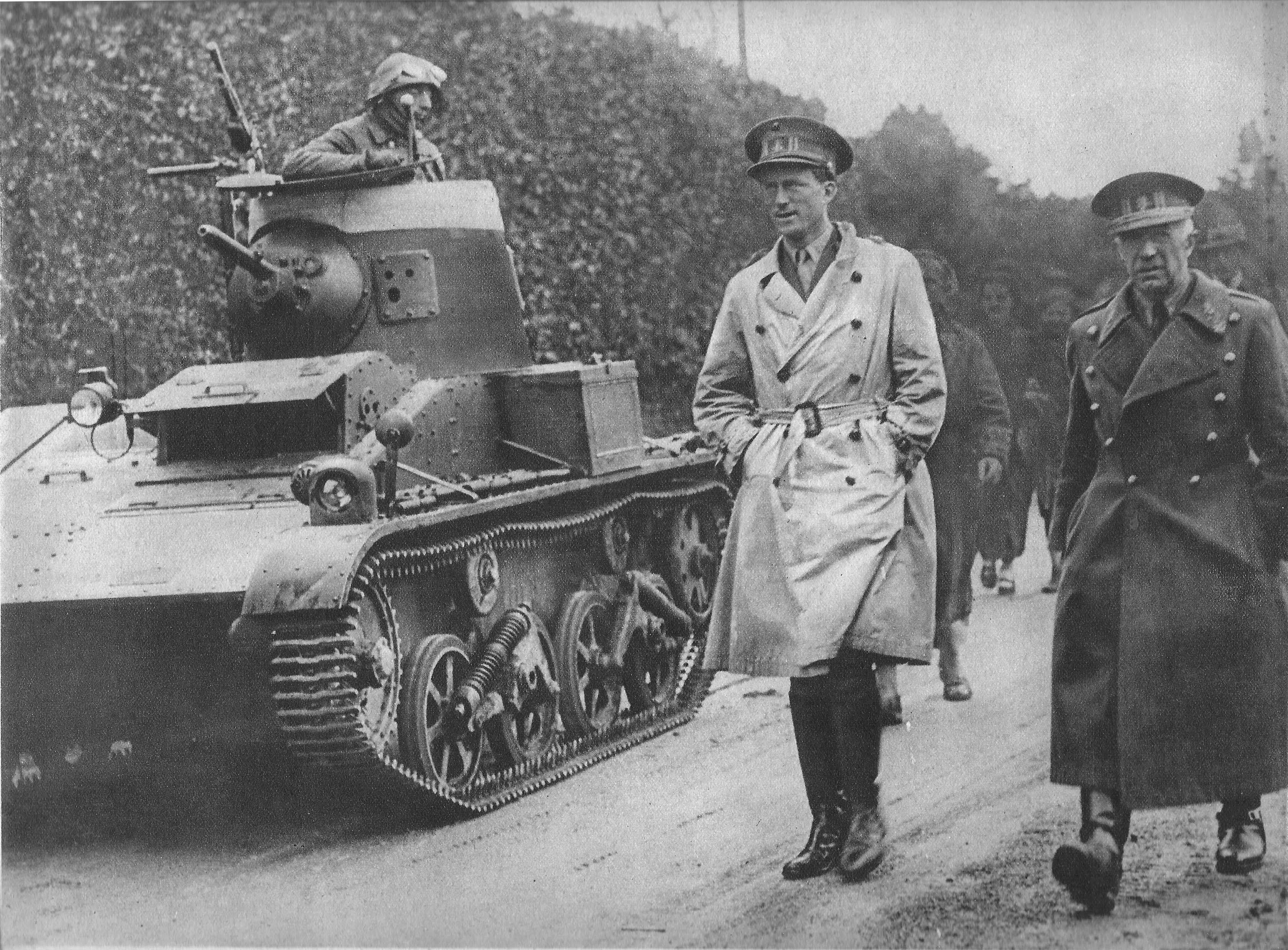
Een T.15 wordt geïnspecteerd door Leopold III

De T.15 (voluit: Char Léger Modèle T.15) of Vickers Carden Loyd Light Tank Model 1935 was een Britse lichte tank die in de Tweede Wereldoorlog werd gebruikt door het Belgische leger.

## Aanschaf door het Belgische leger
In 1933 begon het Belgische leger aan een programma van motorisering. In het kader daarvan werd besloten dat er behoefte was aan een snelle lichte tank die de gemotoriseerde troepen, met name de Ardense Jagers, kon begeleiden om ze met zijn vuurkracht te ondersteunen. De tank werd gebouwd door het Britse bedrijf Vickers, dat al eerder rupsvoertuigen aan België had geleverd. Er werd gekozen voor een aangepaste versie van de lichte exporttank Vickers-Carden-Loyd M1934, de Vickers Carden Loyd Light Tank Model 1935, met als belangrijkste verschil een hogere, conische toren, ook van Brits ontwerp, die in staat was het 13,2 millimeter zware Hotchkiss-machinegeweer te dragen in plaats van de oorspronkelijke lichte 0,303 inch-Vickers. Dit machinegeweer verschafte de tank een zeker vermogen om, althans op korte afstand, lichte vijandige pantservoertuigen uit te schakelen. De tanks werden besteld in twee partijen. De eerste bestelling, van achttien stuks, werd gedaan op 10 maart 1934 met leveringsdata op 15 en 22 februari 1935 van per levering negen stuks. De tweede bestelling, van vierentwintig exemplaren, was op 16 april 1935 met leveringsdata op 15 november en 28 december 1935 van respectievelijk twintig en vier voertuigen. De tweede bestelling had een andere en hogere reeks serienummers dan de eerste; geen van beide reeksen was continu. Er werden zo in 1935 in totaal 42 stuks aan België geleverd, waar ze door de artillerie-inrichting, de Fonderie Royale de Canons, werden voorzien van het geplande 13,2mm-Hotchkiss-machinegeweer, waarvoor geput werd uit de wapenvoorraden van de Aeronautique Militaire. Het voertuig kreeg aanvankelijk de aanduiding Auto-Blindée/Mitrailleuse T.15 of afgekort "AB/Mi T.15". Een autoblindée of automitrailleuse was toen de gebruikelijke uitdrukking in het Frans voor een pantserwagen, niet voor een rupsvoertuig. De keuze voor deze benaming was politiek: er was een hevig debat gaande over de vraag in welke mate België moest herbewapenen en of het de Franse kant moest kiezen of juist een strikte neutraliteitspolitiek voeren. In die context leek het beter niet te beklemtonen dat men in feite echte tanks aanschafte.

## Beschrijving
De T.15 was een heel licht voertuig met een gewicht van slechts 3,8 ton, officieel 3885 kilogram. Daardoor kon de maximumsnelheid voor die tijd zeer hoog zijn met 64 km/h. Deze snelheid kon alleen op de weg behaald worden, maar in het terrein was het nog steeds een respectabele 30 km/h. Een nadeel was dat de bepantsering ook licht was met dikten van vier, zeven en negen millimeter, net voldoende om de kogels van handvuurwapens tegen te houden. Alle pantserplaten waren geklonken. De dikste platen van negen millimeter werden gebruikt om de toren van te construeren en de voorzijde van de zitplaats van de bestuurder. De lengte was 363 centimeter, de breedte 189 centimeter. Deze verhouding maakte het tot een zeer wendbaar voertuig. De verhoogde toren bracht de hoogte van een oorspronkelijke 189 centimeter naar ongeveer 2,2 meter. De motor, vloeistofgekoeld, was een 4,43 liter-Meadows EST-zescilinder van 85 à 90 pk. Hij moest via een zwengel aan de achterzijde van het voertuig gestart worden. Er was een bemanning van twee: een chauffeur en een commandant/schutter in de koepel. De chauffeur zat links, onder een wigvormige verhoging van de frontplaat, met voor zich een groot rechthoekig luik dat hij naar boven kon openklappen, een tweede rechthoekig luik in het schuine pantser van de romp aangebracht klapte naar voren; waren beide geopend dan kon de bestuurder in of uit het voertuig stappen. Direct achter hem bevond zich de hoge kegelvormige toren waarin de commandant kon staan. Via een halfcirkelvormig luik dat naar voren openklapte, kon die zijn bovenlichaam doen uitsteken voor een beter zicht op de omgeving. Aan zijn rechterhand had hij het 13,2mm-machinegeweer, dat bevestigd was in een kegelvormig uitsteeksel, waarvan het uiteinde bedekt werd door een grote mantel, aan de rechterzijde van de toren. Omdat dit niet in het midden zat maar wel naar voren moest gericht zijn, kon het niet loodrecht op de kromme van de toren geplaatst worden. Die asymmetrie zorgde ervoor dat de basis van de houder tot ver over de zijkant van de toren uitliep, een zeer opvallend kenmerk. In de mantel bevond zich ook een vergrotend richtvizier met dubbele lenzen. De commandant had een tweede veel kleiner hoog rechthoekig luik in de achterzijde van de toren dat eigenlijk alleen aangebracht was om het machinegeweer te kunnen verwijderen en plaatsen aangezien dit te lang was om via het bovenluik de toren te kunnen verlaten. Het kon in principe als noodluik gebruikt worden als de commandant zich op zijn zijde draaide. Links en rechts had de commandant per zijde twee diascopen tot zijn beschikking om onder pantser waar te kunnen nemen. Deze waren ingebouwd in vrij grote trapeziumvormige staalplaten. Onder de twee kijkgaten voor de lenzen van de diascoop bevond zich een groter schietgat waardoorheen met een pistool op korte afstand aanvallende infanterie beschoten kon worden. Overigens had ook de chauffeur een diascoop, in de linkerwand van de verhoging, recht onder de bolle bovenkant ervan.
De ophanging, van het Horstmann-type, bestond uit twee wielonderstellen met ieder twee vrij grote enkelvoudige loopwielen die ten opzichte van elkaar geveerd werden door het indrukken van een schuin geplaatste vrij dunne dubbele springveer. De loopwielen waren enkelvoudig omdat Vickers een systeem ontwikkeld had met dubbele geleidekammen die een hogere snelheid toestonden zonder een groot risico dat de rupsband afgeworpen werd. Om dezelfde reden bestond de rupsband uit een groot aantal kleine schakels. Er waren twee toprollers die het boventraject van de rupsband ondersteunden. Het tandrad zat vooraan; transmissie-elementen liepen rechts van de chauffeur naar voren door. De versnellingsbak had vijf versnellingen. De koppeling was van het type met een enkele droge plaat. De motor bevond zich rechtsachter van de commandant en had een luchtinlaat achter rooster in de bovenste rechterkant van de voorplaat en een uitlaatrooster met grille in de vrij schuin naar voren hellende achterzijde. De uitlaatpijp lag op het rechterspatbord, wat verscholen achter een stalen bergruimte. De brandstoftank bevond zich achter de commandant in een afgescheiden ruimte links van de motor. Het rijbereik was zo'n tweehonderd tot tweehonderddertig kilometer. Het waadvermogen was zeventig centimeter. Op ieder spatbord bevond zich een grote statische koplamp; aan de rechterwand van de bestuurderspositie was een derde lamp aangebracht die op en neer bewogen kon worden. Laag op de achterkant van de tank was een klein lampje bevestigd voor het rijden in colonne.
De T.15's waren gespoten in de toenmalige standaardkleur kaki, indertijd uitgevoerd als een nogal donker omber. De voertuigen in de cavalerieregimenten droegen het regimentsinsigne groot afgebeeld op de toren. Daarnaast was er een bescheiden cocarde op de toren geschilderd in de Belgische driekleur.
Op het eind van de jaren dertig kregen de T.15's een affuit op het torendak om desgewenst een FN-Browning 7.65mm FM Mod30 lichte luchtdoelmitrailleur te kunnen plaatsen, te bedienen door de commandant, een reactie op de groeiende kracht van de Duitse Luftwaffe.

## Operationele geschiedenis
De tank werd gebruikt als een verkenningstank door de Cavalerie en door de Ardeense Jagers. Daarbij moet men niet denken aan een zelfstandige strategische verkenning waarvoor het voertuig niet was uitgerust; zo ontbeerde het een radio. Bedoeld werd dat men min of meer voorop ging bij een opmars. Bij de Cavalerie had, volgens de indeling die bij de mobilisatie van september 1939 gevolgd werd, in principe elk van de zes regimenten van de Eerste en Tweede Cavaleriedivisie een Eskadron AB met zes T.15's. De drie regimenten van de Eerste Divisie Ardeense Jagers hadden ieder een speciale tiende compagnie met drie T.15's. Bij elkaar zou dit een organieke sterkte opgeleverd hebben van vijfenveertig tanks. Daarbij was er één tank voor de rijopleiding in Borsbeek bestemd wat dus leidde tot een behoefte aan totaal zesenveertig tanks, vier meer dan er beschikbaar waren. Daarom kregen twee cavalerieregimenten, het Tweede Jagers te Paard en het Eerste Gidsen, ieder maar vier voertuigen toebedeeld. Het Eerste, Tweede en Derde Lanciers en het Eerste Jagers te Paard hadden het volle complement. Overigens lag het in de bedoeling ook deze eenheden twee tanks te ontnemen om samen met de tank in Borsbeek de nieuwe Tweede Divisie Ardeense Jagers met negen voertuigen te kunnen uitrusten. Door de Duitse inval kon hieraan geen uitvoering worden gegeven. Sommige bronnen gaan uit van drie voertuigen die in mei 1940 bij de Tweede Divisie Ardeense Jagers aanwezig geweest zouden zijn maar geven alle Cavalerieregimenten met de volle sterkte van zes; om dan toch op tweeënveertig tanks uit te komen veronderstelt men abusievelijk ook een sterkte van drie bij de Eerste Divisie Ardeense Jagers.
Tijdens de Duitse inval op 10 mei 1940 vertraagden de Ardeense Jagers de Duitse opmars door de Ardennen maar werden al snel naar het noorden teruggenomen over de Maas. Daar dekten ze, samen met de cavalerieregimenten, de bijna continue terugtocht van het Belgische veldleger tot aan de capitulatie op 28 mei.
Bij de Duitse inval in 1940 werd een aantal exemplaren buitgemaakt door de Duitsers. Sommige daarvan werden, grijs gespoten en voorzien van grote witte Balkenkreuze, meteen ingezet als Beutepanzer. Hoewel de tank daarna de administratieve Duitse aanduiding Panzerspähwagen VCL 701(b) kreeg, is niets bekend over verder gebruik. Vermoedelijk bestaat er tegenwoordig geen enkel voertuig van dit type meer.

## Afgeleide projecten
Er waren midden jaren dertig ook plannen voor de licentiebouw van wat zwaarder bewapende typen gebaseerd op ongeveer hetzelfde chassis maar voorzien van een grotere koepel. Eerst wilden de Belgen drieëntachtig voertuigen bouwen van een Vickers Carden Loyd Light Tank Model 1937 bewapend met een 40mm- of 47mm-kanon en daarna was er sprake van de bouw van de zogenaamde Vickers Command-tank, waarvan de Belgen tot in 1939 een prototype testten. Geen van beide projecten liep op iets uit.